# Диклофенак
Диклофенакът е нестероиден противовъзпалителен препарат.

## Описание
Диклофенакът се използва широко за лечението на заболявания, причиняващи ставни проблеми и мускулни болки. Лекарството се среща като таблетки за перорална употреба, гелове за нанасяне върху кожата, инжекции и капки за очи.
Веществото представлява бял или светложълт прах. Разтваря се добре в етилов или метилов алкохол, във вода – само под формата на калиева сол.